# Тирсо Гонсалес
Тирсо Гонсалес де Санталья (исп. Tirso González, 18 января  1624, Арганса —  27 октября 1705, Рим) — испанский иезуит, верховный генерал Общества Иисуса (иезуитов) в 1687—1705 годах. Богослов, полемист.

## Биография
Изучал гуманитарные науки в Леоне и философию в Овьедо.
В 1643 году вступил в Общество Иисуса. В 1645—1647 годах продолжил образование, изучая философию в Вальядолиде и теологию в университете Саламанки (1647—1651).
Блестящий полемист.
Назначен профессором философии и теологии (1653—1665), затем с 1676 по 1687 годы — проповедник в Испании и Италии. Позже Гонсалес вернулся в Университет Саламанки, где читал лекции.
Автор работы, в которой защищал вероятностный подход, придавая, однако, преувеличенное значение субъективной оценке степени вероятности.
Генеральные ревизоры Общества Иисуса единодушно высказали неблагоприятное мнение о его работе и в 1674 году не дали разрешения на её публикацию. Тирсо Гонсалес получил поддержку от папы Иннокентия XI и по его приказу Конгрегация святой инквизиции в 1680 году издала указ, предписывающий руководителям Общества разрешать своим подданным защищать пробабилизм. С тех пор работы Гонсалеса публиковались много раз и оказали значительное влияние на развитие богословской мысли, что в конечном итоге привело к признанию позиции Церкви как компромиссного равновесия в вероятностном подходе.
Известной работой Тирсо Гонсалес де Санталья также было «Руководство к обращению магометан» («Manuduction ad conversionem mahumetanorum»), опубликованной в Мадриде через четыре года после победы над османами под Веной в 1683 году.
В 1687 году Тирсо Гонсалес собирался отправиться в Северную Африку, для обращения мусульман в католичество, но его назначили в качестве выборщика на заседание общей конгрегации, на которой он был избран генералом Общества Иисуса (6 июля 1687 года).

## Избранные сочинения
- Fundamentum theologicae moralis (1694)
- Selectarum disputationum tomi quatuor (1680)
- Manuduction ad conversionem mahumetanorum (1687)